# Кенія на літніх Олімпійських іграх 2016
Кенія на літніх Олімпійських іграх 2016 року в Ріо-де-Жанейро була представлена 89 спортсменами (47 чоловіками та 42 жінками) у 7 видах спорту. Прапороносцем на церемонії відкриття Олімпійських ігор була лучниця Шегзана Анвар, а на церемонії закриття бігунка Мерсі Чероно.
Країна вчотирнадцяте взяла участь у літніх Олімпійських іграх. Кенійські олімпійці здобули 13 медалей — шість золотих, шість срібних та одну бронзову. У неофіційному заліку Кенія зайняла 15 загальнокомандне місце.

## Медалісти
| Медалі | Спортсмени               | Вид спорту     | Дисципліна                                  | Дата      |
| ------ | ------------------------ | -------------- | ------------------------------------------- | --------- |
| Золото | Джеміма Сумгонг          | Легка атлетика | марафон (жінки)                             | 14 серпня |
| Золото | Давід Рудіша             | Легка атлетика | біг на 800 метрів (чоловіки)                | 15 серпня |
| Золото | Фейт Кіп'єгон            | Легка атлетика | біг на 1500 метрів (жінки)                  | 16 серпня |
| Золото | Консеслус Кіпруто        | Легка атлетика | біг на 3000 метрів з перешкодами (чоловіки) | 17 серпня |
| Золото | Вів'єн Черуйот           | Легка атлетика | біг на 5000 метрів (жінки)                  | 20 серпня |
| Золото | Еліуд Кіпчоґе            | Легка атлетика | марафон (чоловіки)                          | 21 серпня |
| Срібло | Вів'єн Черуйот           | Легка атлетика | біг на 10000 метрів (жінки)                 | 12 серпня |
| Срібло | Пол Тануї                | Легка атлетика | біг на 10000 метрів (чоловіки)              | 13 серпня |
| Срібло | Хівін Джепкемой          | Легка атлетика | біг на 3000 метрів з перешкодами (жінки)    | 15 серпня |
| Срібло | Боніфас Мучеру Тумуті    | Легка атлетика | біг на 400 метрів з бар'єрами (чоловіки)    | 18 серпня |
| Срібло | Хеллен Обірі             | Легка атлетика | біг на 5000 метрів (жінки)                  | 20 серпня |
| Срібло | Джуліус Єго              | Легка атлетика | метання списа (чоловіки)                    | 20 серпня |
| Бронза | Маргарет Ньяйрера Вамбуй | Легка атлетика | біг на 800 метрів (жінки)                   | 20 серпня |

## Бокс
| Спортсмен          | Категорія          | 1/32                               | 1/16                       | Чвертьфінал                  | Півфінал           | Фінал              | Фінал      |
| Спортсмен          | Категорія          | Суперник Результат                 | Суперник Результат         | Суперник Результат           | Суперник Результат | Суперник Результат | Місце      |
| ------------------ | ------------------ | ---------------------------------- | -------------------------- | ---------------------------- | ------------------ | ------------------ | ---------- |
| Пітер Мунгаї Варуї | до 49 кг, чоловіки | Bye                                | Люй Бінь (CHN) W 2–1       | Хоаніс Архілагос (CUB) L 0–3 | не пройшов         | не пройшов         | не пройшов |
| Бенсон Гічару      | до 56 кг, чоловіки | Ерденебатин Цендбаатар (MGL) L 0–3 | не пройшов                 | не пройшов                   | не пройшов         | не пройшов         | не пройшов |
| Райтон Оквірі      | до 69 кг, чоловіки | Андрій Замковий (RUS) W 2–1        | Мохаммед Рабії (MAR) L 0–3 | не пройшов                   | не пройшов         | не пройшов         | не пройшов |

## Важка атлетика
| Спортсмен    | Категорія          | Ривок     | Ривок | Поштовх   | Поштовх | Разом | Місце |
| Спортсмен    | Категорія          | Результат | Місце | Результат | Місце   | Разом | Місце |
| ------------ | ------------------ | --------- | ----- | --------- | ------- | ----- | ----- |
| Джеймс Адеде | до 94 кг, чоловіки | 116       | 17    | 140       | 17      | 256   | 17    |

## Дзюдо
| Спортсмен      | Категорія          | 1/64               | 1/32                         | 1/16               | Чвертьфінал        | Півфінал           | Втішний раунд      | Фінал              | Фінал      |
| Спортсмен      | Категорія          | Суперник Результат | Суперник Результат           | Суперник Результат | Суперник Результат | Суперник Результат | Суперник Результат | Суперник Результат | Місце      |
| -------------- | ------------------ | ------------------ | ---------------------------- | ------------------ | ------------------ | ------------------ | ------------------ | ------------------ | ---------- |
| Кіплангат Санг | до 90 кг, чоловіки | Bye                | Крістіан Тот (HUN) L 000–100 | не пройшов         | не пройшов         | не пройшов         | не пройшов         | не пройшов         | не пройшов |

## Легка атлетика
Трекові та шосейні дисципліни
| Спортсмен         | Дисципліна                     | Гіт               | Гіт               | Півфінал     | Півфінал     | Фінал             | Фінал             |
| Спортсмен         | Дисципліна                     | Результат         | Місце             | Результат    | Місце        | Результат         | Місце             |
| ----------------- | ------------------------------ | ----------------- | ----------------- | ------------ | ------------ | ----------------- | ----------------- |
| Майк Мокамба      | 200 м, чоловіки                | не стартував      | не стартував      | не пройшов   | не пройшов   | не пройшов        | не пройшов        |
| Карвін Нканата    | 200 м, чоловіки                | 21.43             | 8                 | не пройшов   | не пройшов   | не пройшов        | не пройшов        |
| Раймонд Кібет     | 400 м, чоловіки                | 46.15             | 5                 | не пройшов   | не пройшов   | не пройшов        | не пройшов        |
| Альфас Кішоїан    | 400 м, чоловіки                | 46.74             | 6                 | не пройшов   | не пройшов   | не пройшов        | не пройшов        |
| Алекс Сампао      | 400 м, чоловіки                | 46.62             | 7                 | не пройшов   | не пройшов   | не пройшов        | не пройшов        |
| Альфред Кіпкетер  | 800 м, чоловіки                | 1:46.61           | 1 Q               | 1:44.38      | 1 Q          | 1:46.02           | 7                 |
| Фергюсон Ротіч    | 800 м, чоловіки                | 1:46.00           | 2 Q               | 1:44.65      | 4 q          | 1:43.55           | 5                 |
| Давід Рудіша      | 800 м, чоловіки                | 1:45.09           | 1 Q               | 1:43.88      | 1 Q          | 1:42.15           | 1                 |
| Асбел Кіпроп      | 1500 м, чоловіки               | 3:38.97           | 1 Q               | 3:39.73      | 1 Q          | 3:50.87           | 6                 |
| Рональд Квемої    | 1500 м, чоловіки               | 3:38.33           | 2 Q               | 3:39.42      | 1 Q          | 3:56.76           | 13                |
| Елайджа Манангої  | 1500 м, чоловіки               | 3:46.83           | 2 Q               | не стартував | не стартував | не пройшов        | не пройшов        |
| Ісая Коеч         | 5000 м, чоловіки               | 13:25.15          | 12                | Н/Д          | Н/Д          | не пройшов        | не пройшов        |
| Чарльз Мунерія    | 5000 м, чоловіки               | 13:30.95          | 12                | Н/Д          | Н/Д          | не пройшов        | не пройшов        |
| Калеб Ндіку       | 5000 м, чоловіки               | 13:26.63          | 6                 | Н/Д          | Н/Д          | не пройшов        | не пройшов        |
| Джеффрі Канворор  | 10000 м, чоловіки              | Н/Д               | Н/Д               | Н/Д          | Н/Д          | 27:31.94          | 11                |
| Бедан Карокі      | 10000 м, чоловіки              | Н/Д               | Н/Д               | Н/Д          | Н/Д          | 27:22.93          | 5                 |
| Пол Тануї         | 10000 м, чоловіки              | Н/Д               | Н/Д               | Н/Д          | Н/Д          | 27:05.64          | 2                 |
| Ніколас Бетт      | 400 м з бар'єрами, чоловіки    | дискваліфікований | дискваліфікований | не пройшов   | не пройшов   | не пройшов        | не пройшов        |
| Арон Коеч         | 400 м з бар'єрами, чоловіки    | 48.77             | 1 Q               | 48.49        | 1 Q          | 49.09             | 7                 |
| Боніфас Тумуті    | 400 м з бар'єрами, чоловіки    | 48.91             | 2 Q               | 48.85        | 2 Q          | 47.78 NR          | 2                 |
| Єзекіїль Кембой   | 3000 м з перешкодами, чоловіки | 8:25.51           | 3 Q               | Н/Д          | Н/Д          | дискваліфікований | дискваліфікований |
| Брімін Кіпруто    | 3000 м з перешкодами, чоловіки | 8:26.25           | 2 Q               | Н/Д          | Н/Д          | 8:18.79           | 7                 |
| Консеслус Кіпруто | 3000 м з перешкодами, чоловіки | 8:21.40           | 1 Q               | Н/Д          | Н/Д          | 8:03.28 OR        | 1                 |
| Стенлі Бівотт     | марафон, чоловіки              | Н/Д               | Н/Д               | Н/Д          | Н/Д          | не фінішував      | не фінішував      |
| Еліуд Кіпчоґе     | марафон, чоловіки              | Н/Д               | Н/Д               | Н/Д          | Н/Д          | 2:08:44           | 1                 |
| Веслі Корір       | марафон, чоловіки              | Н/Д               | Н/Д               | Н/Д          | Н/Д          | не фінішував      | не фінішував      |
| Самуель Гатімба   | ходьба, 20 км, чоловіки        | Н/Д               | Н/Д               | Н/Д          | Н/Д          | не фінішував      | не фінішував      |
| Саймон Вачіра     | ходьба, 20 км, чоловіки        | Н/Д               | Н/Д               | Н/Д          | Н/Д          | не фінішував      | не фінішував      |
| Вінні Чебет       | 800 м, жінки                   | 2:01.65           | 2 Q               | 2:01.90      | 6            | не пройшла        | не пройшла        |
| Юніс Сум          | 800 м, жінки                   | 1:59.83           | 1 Q               | 2:00.88      | 7            | не пройшла        | не пройшла        |
| Маргарет Вамбуй   | 800 м, жінки                   | 1:59.66           | 2 Q               | 1:59.21      | 1 Q          | 1:56.89           | 3                 |
| Ненсі Чепквемої   | 1500 м, жінки                  | 4:15.41           | 11                | не пройшла   | не пройшла   | не пройшла        | не пройшла        |
| Фейт Кіп'єгон     | 1500 м, жінки                  | 4:06.65           | 2 Q               | 4:03.95      | 1 Q          | 4:08.92           | 1                 |
| Віола Чепту Лагат | 1500 м, жінки                  | 4:08.09           | 8 q               | 4:06.83      | 6            | не пройшла        | не пройшла        |
| Мерсі Чероно      | 5000 м, жінки                  | 15:19.56          | 3 Q               | Н/Д          | Н/Д          | 14:42.89          | 4                 |
| Вів'єн Черуйот    | 5000 м, жінки                  | 15:17.74          | 3 Q               | Н/Д          | Н/Д          | 14:26.17 OR       | 1                 |
| Геллен Обірі      | 5000 м, жінки                  | 15:19.38          | 1 Q               | Н/Д          | Н/Д          | 14:29.77          | 2                 |
| Еліс Апрот        | 10000 м, жінки                 | Н/Д               | Н/Д               | Н/Д          | Н/Д          | 29:53.51          | 4                 |
| Вів'єн Черуйот    | 10000 м, жінки                 | Н/Д               | Н/Д               | Н/Д          | Н/Д          | 29:32.53 NR       | 2                 |
| Бетсі Саїна       | 10000 м, жінки                 | Н/Д               | Н/Д               | Н/Д          | Н/Д          | 30:07.78          | 5                 |
| Морін Джелагат    | 400 м з бар'єрами, жінки       | 57.97             | 8                 | не пройшла   | не пройшла   | не пройшла        | не пройшла        |
| Беатріс Чепкоеч   | 3000 м з перешкодами, жінки    | 9:17.55           | 1 Q               | Н/Д          | Н/Д          | 9:16.05           | 4                 |
| Хівін Джепкемой   | 3000 м з перешкодами, жінки    | 9:24.61           | 1 Q               | Н/Д          | Н/Д          | 9:07.12           | 2                 |
| Лідія Ротіч       | 3000 м з перешкодами, жінки    | 9:30.21           | 5 q               | Н/Д          | Н/Д          | 9:29.90           | 13                |
| Вісілайн Джепкешо | марафон, жінки                 | Н/Д               | Н/Д               | Н/Д          | Н/Д          | 2:46:05           | 86                |
| Гелаг Кіпроп      | марафон, жінки                 | Н/Д               | Н/Д               | Н/Д          | Н/Д          | не фінішувала     | не фінішувала     |
| Джеміма Сумгонг   | марафон, жінки                 | Н/Д               | Н/Д               | Н/Д          | Н/Д          | 2:24:04           | 1                 |
| Грейс Ванджіру    | ходьба, 20 км, жінки           | Н/Д               | Н/Д               | Н/Д          | Н/Д          | 1:37:49           | 42                |

Польові дисципліни
| Спортсмен   | Дисципліна              | Кваліфікація | Кваліфікація | Фінал     | Фінал |
| Спортсмен   | Дисципліна              | Результат    | Місце        | Результат | Місце |
| ----------- | ----------------------- | ------------ | ------------ | --------- | ----- |
| Джуліус Єго | метання списа, чоловіки | 83.55        | 5 Q          | 88.24     | 2     |

## Плавання
| Спортсмен     | Дисципліна               | Гіт     | Гіт   | Півфінал   | Півфінал   | Фінал      | Фінал      |
| Спортсмен     | Дисципліна               | Час     | Місце | Час        | Місце      | Час        | Місце      |
| ------------- | ------------------------ | ------- | ----- | ---------- | ---------- | ---------- | ---------- |
| Гамдан Баюсуф | 100 м на спині, чоловіки | 1:00.28 | 38    | не пройшов | не пройшов | не пройшов | не пройшов |
| Таліса Ланое  | 100 м на спині, жінки    | 1:10.02 | 33    | не пройшла | не пройшла | не пройшла | не пройшла |

## Регбі

### Чоловіки
Група C
| М  | Команда         | І | В | Н | П | МЗ | МП | РМ  | О |
| -- | --------------- | - | - | - | - | -- | -- | --- | - |
| 2. | Велика Британія | 3 | 3 | 0 | 0 | 73 | 45 | +28 | 9 |
| 4. | Японія          | 3 | 2 | 0 | 1 | 64 | 40 | +24 | 6 |
| 1. | Нова Зеландія   | 3 | 1 | 0 | 2 | 59 | 40 | +19 | 3 |
| 3. | Кенія           | 3 | 0 | 0 | 3 | 19 | 90 | −71 | 0 |

| 9 серпня 2016 12:00 |

| Велика Британія | 31-7 | Кенія |
| --------------- | ---- | ----- |
|                 |      |       |

| «Деодоро», Ріо-де-Жанейро |

| 9 серпня 2016 17:30 |

| Нова Зеландія | 28-5 | Кенія |
| ------------- | ---- | ----- |
|               |      |       |

| «Деодоро», Ріо-де-Жанейро |

| 10 серпня 2016 12:00 |

| Кенія | 7-31 | Японія |
| ----- | ---- | ------ |
|       |      |        |

| «Деодоро», Ріо-де-Жанейро |

Гра за 9-12 місця
| 10 серпня 2016 16:30 |

| Іспанія | 14-12 | Кенія |
| ------- | ----- | ----- |
|         |       |       |

| «Деодоро», Ріо-де-Жанейро |

Гра за 11 місце
| 11 серпня 2016 12:30 |

| Бразилія | 0-24 | Кенія |
| -------- | ---- | ----- |
|          |      |       |

| «Деодоро», Ріо-де-Жанейро |

Чоловіча збірна Кенії зайняла 11 підсумкове місце.

### Жінки
Група B
| М  | Команда       | І | В | Н | П | МЗ  | МП  | РМ  | О |
| -- | ------------- | - | - | - | - | --- | --- | --- | - |
| 1. | Нова Зеландія | 3 | 3 | 0 | 0 | 109 | 12  | +97 | 9 |
| 2. | Франція       | 3 | 2 | 0 | 1 | 71  | 40  | +31 | 6 |
| 3. | Іспанія       | 3 | 1 | 0 | 2 | 31  | 65  | −34 | 3 |
| 4. | Кенія         | 3 | 0 | 0 | 3 | 17  | 111 | −94 | 0 |

|               | 1 | 2  | 3  | 4  |
| ------------- | - | -- | -- | -- |
| Нова Зеландія | — | 26 | 31 | 52 |
| Франція       | 7 | —  | 24 | 40 |
| Іспанія       | 5 | 7  | —  | 19 |
| Кенія         | 0 | 7  | 10 | —  |

| 6 серпня 2016 11:30 |

| Нова Зеландія | 52-0 | Кенія |
| ------------- | ---- | ----- |
|               |      |       |

| «Деодоро», Ріо-де-Жанейро |

| 6 серпня 2016 16:00 |

| Франція | 40-7 | Кенія |
| ------- | ---- | ----- |
|         |      |       |

| «Деодоро», Ріо-де-Жанейро |

| 7 серпня 2016 11:00 |

| Іспанія | 19-10 | Кенія |
| ------- | ----- | ----- |
|         |       |       |

| «Деодоро», Ріо-де-Жанейро |

Гра за 9-12 місця
| 7 серпня 2016 16:30 |

| Кенія | 0-24 | Японія |
| ----- | ---- | ------ |
|       |      |        |

| «Деодоро», Ріо-де-Жанейро |

Гра за 11 місце
| 8 серпня 2016 12:30 |

| Колумбія | 10-22 | Кенія |
| -------- | ----- | ----- |
|          |       |       |

| «Деодоро», Ріо-де-Жанейро |

Жіноча збірна Кенії з регбі зайняла 11 підсумкове місце.

## Стрільба з лука
| Спортсмен     | Дисципліна                    | Посів     | Посів | 1/64                 | 1/32               | 1/16               | Чвертьфінал        | Півфінал           | Фінал              | Фінал      |
| Спортсмен     | Дисципліна                    | Результат | Місце | Суперник Результат   | Суперник Результат | Суперник Результат | Суперник Результат | Суперник Результат | Суперник Результат | Місце      |
| ------------- | ----------------------------- | --------- | ----- | -------------------- | ------------------ | ------------------ | ------------------ | ------------------ | ------------------ | ---------- |
| Шегзана Анвар | жінки, індивідуальна першість | 579       | 62    | Кі Бо Бе (KOR) L 1–7 | не пройшла         | не пройшла         | не пройшла         | не пройшла         | не пройшла         | не пройшла |